# أبو حرب الكاكوي
أبو حرب بن علاء الدولة محمد بن دشمنزيار بن كاكويه كان أحد أمراء الكاكوية الديلميين، وقد حكم في نطنز وكاشان.
بعد وفاة والد أبي الحرب، تولّى أخوه الأكبر أبو منصور فرامرز. لكن إخوته، أبو حرب وأبو كاليجار گرشاسب، دخلوا في صراع معه على ممتلكات والدهم. وانتهى الأمر بسيطرة أبي حرب على نطنز وكاشان، بينما استولى أبو كاليجار على نهاوند.

## الخلفية التاريخية
في فترة هيمنة الغزنويين، أرسل علاء الدولة محمد دشمنزيار ابنه أبو منصور فرامرز رهينةً إلى السلطان مسعود الغزنوي. وبعد معركة دانداناقان، وقع في الأسر ونُقل إلى طغرل بك، الذي أحسن معاملته. وبعد وفاة علاء الدولة محمد دشمنزيار، استقر أبو منصور فرامرز في أصفهان وطلب من حاكم قلعة نطنز إرسال جزء من أموال والده المحفوظة هناك إلى أصفهان، لكن الحاكم رفض.
حينها، هاجم أبو منصور فرامرز نطنز بمساعدة أخيه أبي حرب. غير أن أبا حرب، الذي رأى إخوته، أبو منصور وگرشاسب، يستحوذان على أجزاء من إرث والدهم، كان قد تحالف مع حاكم نطنز ضد فرامرز، مما أجبر الأخير على العودة إلى أصفهان دون نجاح. وبسبب خوفه من انتقام فرامرز، طلب أبو حرب العون من السلاجقة في الري، فأرسلوا قوات لمساعدته، فاستولوا على كاشان ونهبوها وسلموها إليه.
ردّ فرامرز بإرسال جيش لاستعادة كاشان، فحشد أبو حرب جيشه وسار نحو أصفهان، لكنه مُني بهزيمة قاسية على يد فرامرز، فوقع في الحصار، لكنه تمكن لاحقًا من الفرار إلى شيراز، حيث لجأ إلى عماد الدين أبو كاليجار.
لم يتخلَّ أبو حرب عن محاولاته لمواجهة فرامرز، فحرّض أبو كاليجار الديلمي على غزو أصفهان. استجاب أبو كاليجار وحاصر المدينة، لكن بعد عدة معارك صغيرة مع فرامرز، توصّل الطرفان إلى صلح مقابل المال، فعاد أبو كاليجار إلى دياره. أما أبو حرب، فانسحب مجددًا إلى قلعة نطنز، لكن فرامرز حاصره هناك، وأُجبر في النهاية على التنازل عن جزء من أموال والده لفرامرز، الذي عاد إلى أصفهان بعد ذلك.